# سوخرا چهارم
سوخرا چهارم یکی از فرمانروایان طبرستان بود که پس از مرگ پدر سوخرا سوم، از سال ۶۶۰ تا سال ۶۸۳ میلادی، به مدت ۲۳ سال فرمانروایی کرد. در سال ۶۸۳ دابویه فرزند گیل گاوباره او را از قدرت سلب کرد. سوخرا از آن پس نیز به مدت ۴۳ سال به احترام زیست و در سال ۷۲۵ میلادی، ۱۰۷ هجری درگذشت.